# Route 301 (Terre-Neuve-et-Labrador)
Pour les articles homonymes, voir Route 301.
La route 301 est une route tertiaire de la province de Terre-Neuve-et-Labrador, située dans le nord-est de l'île de Terre-Neuve. Elle est plus précisément située dans et à l'ouest du parc national Terra Nova. Elle est une route faiblement empruntée. Route nommée Terra Nova Road, elle mesure 18 kilomètres, et est une route non-asphaltée sur l'entièreté de son tracé.

## Tracé
Le terminus est de la 301 est situé sur la route 1, la Route Transcanadienne, en plein cœur du parc de Terra Nova. Elle se dirige vers l'ouest sur 2 kilomètres en traversant le parc, puis elle sort de celui-ci en se dirigeant toujours vers l'ouest, en étant une route de gravier. Elle atteint le village de Terra Nova, où elle se termine alors qu'elle se poursuit en tant que route forestière vers le centre de l'île.

## Parc national
Durant ses 2 premiers kilomètres, elle traverse le parc national Terra Nova.

## Communautés traversées
- Terra Nova